# Чибитоке (провинция)
Чибитоке (рунди Cibitoke) — одна из 18 провинций Бурунди. Находится на северо-западе страны. Площадь — 1635,52 км², население — 460 435 человек (2008), плотность населения — 281,52 чел./км². Губернатор — Зефурин Барутванайо.
Административный центр — город Чибитоке.

## География
На востоке граничит с провинцией Каянза, на юге — с провинцией Бубанза, на западе проходит государственная граница с Демократической Республикой Конго по реке Рузизи, на севере и северо-востоке — с Руандой.

## Административное деление
Чибитоке делится на 6 коммун:
- Буганда (Buganda)
- Букинаняна (Bukinanyana)
- Мабай (Mabayi)
- Мугина (Mugina)
- Мурви (Murwi)
- Ругомбо (Rugombo)